# 盧森堡大劇院
盧森堡大劇院（Grand Théâtre de Luxembourg）是一座位於盧森堡盧森堡市的表演場地，設立於1964年，是盧森堡主要的話劇、歌劇及芭蕾舞的表演場地。2002年至2003年，盧森堡大劇院進行了翻新工程。

## 外部連結
- 官方网站 （法文）